# Test d'intel·ligència
|  | No s'ha de confondre amb Test psicològic. |

Una il·lustració d'uns dibuixos emprats en tests d'intel·ligència

Encara que no existeix una definició universalment acceptada del concepte "Intel·ligència", en psicometria es pot definir operativament un test d'intel·ligència com una tasca dissenyada per a "mesurar" la capacitat de raonar, amb lògica encertada, comprovat a través de decisions correctes, d'efectuar abstraccions, d'aprendre, i de processar informació nova. Per a algunes postures teòriques el concepte de "mesurar" implica una ideologia de la quantificació, la qual pressuposa la cosificació d'alguna cosa inabastable com la "intel·ligència".

## Història
Des de fa molts anys s'ha intentat classificar a les persones en diverses categories d'intel·ligència a través de l'observació del comportament en la vida quotidiana de les persones. Això passava fins i tot abans que s'inventessin les proves de Quocient Intel·lectual (CI). Aquestes altres formes d'observació del comportament segueixen sent importants per poder validar les classificacions basades principalment en els resultats dels exàmens d'intel·ligència.
L'any 1905 els psicòlegs francesos Alfred Binet i Théodore Simon, van publicar el primer test d'intel·ligència moderna: l'escala d'intel·ligència de Binet-Simon. La puntuació en l'escala d'aquesta prova revelava l'edat mental de l'infant. La mesura de la intel·ligència consistia en la divisió de l'edat mental entre l'edat cronològica i es multiplicava el resultat per 100, donant com a resultat el quocient d'intel·ligència. El psicòleg nord-americà Lewis Terman, de la Universitat Stanford, va revisar el test de Binet-Simon, i es va modificar el nom per escala d'Intel·ligència Stanford-Binet (1916). Es va convertir en la prova més popular en els Estats Units durant dècades.
L el psicòleg francès Alfred Binet va publicar El seu principal objectiu era identificar estudiants que necessitaven ajuda especial per a complir amb les exigències escolars. Amb la inestimable col·laboració de Theodore Simon, Alfred Binet va publicar revisions de la seva escala d'intel·ligència entre 1908 i 1911, i n'aparegué l'última just abans de la seva prematura mort.
Una adaptació de l'escala de Binet-Simon es va publicar el 1916 gràcies a Lewis M. Terman, de la Universitat Stanford, que va incorporar la proposició de Stern que el nivell d'intel·ligència d'un individu pot ser mesurat com un QI. El test de Terman, al qual se'l denomina "Escala d'Intel·ligència de Stanford-Binet", formava les bases d'un dels tests d'intel·ligència moderns usats habitualment avui dia. Es coneixen col·loquialment com a Tests de QI.
Per als nens menors de 16 anys, el test més usat per mesurar-los és el Wechsler Intelligence Scale for Children. Un estudi realitzat sobre gossos per a comprovar si també podien ser subjectes de demència senil d'Alzheimer suposà un primer pas per a desenvolupar un test de quoficient intel·lectual per als gossos.

## Principals proves
Entre les proves més utilitzades per al mesurament de la intel·ligència podem citar el test de Stanford-Binet o les escales de Wechsler. La primera és una actuació de el text original desenvolupat per Alfred Binet i Théodore Simon a França a principis de segle. Va ser presentat el 1916 pel psicòleg nord-americà Lewis Terman en la Universitat Stanford, i va ser revisat en 1927, 1960 i 1972. Orientat fonamentalment a la valoració de la intel·ligència en nens, la prova consta d'una sèrie de problemes graduats en dificultat que requereixen per a la seva solució d'habilitats aritmètiques, memorístiques i lingüístiques.
Els tests d'intel·ligència són usats amb profusió en diferents àmbits, com la Psicologia educativa, la Orientació educativa o la Selecció de personal .

## Quocient d'intel·ligència
Els test d'intel·ligència llancen una puntuació anomenada quocient d'intel·ligència o CI, un terme introduït per l'alemany William Stern i que va ser adoptat per Terman en la seva revisió de el test de Stanford-Binet. Originalment, el valor d'aquest quocient es calculava dividint l'edat mental de la persona per la seva edat cronològica, i multiplicant aquest valor per 100. Per exemple, un subjecte de 15 anys amb una edat mental de 13 anys tindria un coeficient intel·lectual de (13/15) x 100 = 86. Una puntuació de 100 significa així que l'individu posseeix una edat mental ajustada a la seva edat cronològica, mentre que puntuacions inferiors o superiors a aquesta xifra indiquen que el subjecte se situa per sota o per sobre respectivament a la mitjana de la població general. No obstant això, la majoria dels test d'intel·ligència actuals han abandonat aquesta estratègia metodològica, i el càlcul del CI ("C" ja no significa "quocient", sinó "coeficient") es realitza ara mitjançant una comparació estadística respecte a un grup de mostra.
Las puntuaciones en inteligencia siguen una distribución estadística normal en campana, con la mayoría de las puntuaciones agrupadas en torno al valor medio de 100. Aproximadamente dos de cada tres personas arroja una puntuación entre 85 y 115, mientras que el 19 de cada 20 personas tiene una puntuación entre 70 y 130. Una persona con una puntuación de 130 es considerada generalmente bajo el pronóstico de sobredotación, mientras que una puntuación inferior a 70 generalmente apunta a una deficiencia.

## Crítiques
L'ús d'aquestes eines ha provocat una gran quantitat de controvèrsies, que han girat, fonamentalment, al voltant de tres qüestions, a saber:
- Quines són les habilitats mentals que constitueixen la intel·ligència?
- Representa el CI adequadament aquestes habilitats?
- En cas que no puguem definir la intel·ligència, com és possible mesurar una cosa que ni tan sols sabem el que és?

Alguns crítics han assenyalat les deficiències en la construcció i estandardització estadística d'aquestes eines, mostrant a més la seva inadequació donada la naturalesa qualitativa, multidimensional i no mesurable de la intel·ligència. D'altres han mostrat la càrrega cultural d'aquests instruments, que afavoreixen a certs grups ètnics o socioeconòmics majoritaris, discriminant subjectes pertanyents a ètnies amb grups socials minoritaris. Finalment, un tercer grup d'investigadors s'han centrat en la denúncia de el fet que la Psicologia d'alguns psicòlegs, mitjançant la invocació a criteris suposadament científics, i l'ús d'aquestes eines, han volgut justificar prejudicis merament racials.